# Dramtché
Dramtché (en macédonien Драмче) est un village de l'est de la Macédoine du Nord, situé dans la municipalité de Deltchevo. Le village comptait 288 habitants en 2002.

## Démographie
Lors du recensement de 2002, le village comptait :
- Macédoniens : 287
- Valaques : 1

## Géographie
Dramtché est située dans la partie nord-ouest du territoire de la municipalité de Deltchevo et sa superficie est partiellement limitée par la frontière avec la Bulgarie. Le village est vallonné et de type accidenté, et s'étend à une altitude de 700 à 840 mètres. Le village atar couvre une superficie de 35,2 km2. Il se trouve à 15 km de Deltchevo . 

## Histoire
Selon une tradition, le village de Dramtché aurait été fondé par un nouveau venu de Drama qui aurait eu quatre fils et les aurait installés dans cette région. Bien que la fiabilité de cette tradition ne puisse être déterminée, il est néanmoins intéressant de noter qu'une partie du costume féminin de Dramtché est le saja bleu, caractéristique du costume féminin de Dramsko.
Au début du XXe siècle, Dramtché était un village du kaza Maleshevska de l'Empire ottoman.
Lors de la première guerre balkanique , il y avait un volontaire du village qui faisait partie de la compagnie des volontaires macédoniens-Odrina . 
Au total, 3 habitants de cette colonie sont répertoriés comme victimes de la Seconde Guerre mondiale. 

## Économie
Le village a une fonction agricole mixte. Dans son atar, les forêts prédominent sur une superficie de 1 562,2 ha, tandis que les pâturages représentent 901,4 ha, et les terres arables occupent une superficie de 815,2 ha.

## Population
Selon les statistiques de Vasil K'nchov (« Macédoine, ethnographie et statistiques ») de 1900, Dramce comptait 430 habitants, tous Macédoniens .  Selon les données du secrétaire de l'Exarchat bulgare, Dimitar Mishev , (« La Macédoine et sa Population Chrétienne »), en 1905, 400 Macédoniens vivaient dans le village . 
Selon une carte allemande publiée en 1941, basée sur le recensement du royaume de Yougoslavie de 1931, le village comptait 650 Macédoniens . 
Selon le recensement de la population de la Macédoine de 2002, le village compte 288 habitants, dont 287 Macédoniens et 1 Vlav . 
Selon le dernier recensement de 2021, 115 habitants vivaient dans le village, dont 103 Macédoniens et 12 personnes sans données. 
Le tableau ci-dessous présente un aperçu de la population pour toutes les années de recensement :
| Années     | 1900 | 1905 | 1948 | 1953 | 1961 | 1971 | 1981 | 1991 | 1994 | 2002 | 2021 |
| ---------- | ---- | ---- | ---- | ---- | ---- | ---- | ---- | ---- | ---- | ---- | ---- |
| Population | 430  | 400  | 842  | 996  | 868  | 697  | 534  | 429  | 416  | 288  | 115  |